# Teófilo da Trindade
Teófilo José da Trindade GCTE • GOA • GOSE • GCMAI (Lagoa, 27 de Janeiro de 1856 — Lisboa, 10 de Dezembro de 1936) foi um militar, político e administrador colonial português.

## Biografia
Oficial de engenharia militar do Exército Português, onde atingiu o posto de general. Para além de funções militares, foi director de Obras Públicas da Companhia de Moçambique, na cidade da Beira, e governador de Manica e Sofala. Foi Ministro das Colónias (de 28 de Janeiro a 10 de Março de 1915) e depois Ministro dos Negócios Estrangeiros (de 28 de Janeiro a 15 de Maio de 1915) no governo ditatorial presidido por Pimenta de Castro. A 15 de Fevereiro de 1919 foi feito Grande-Oficial da Ordem Militar de São Bento de Avis e a 31 de Dezembro de 1920 foi agraciado com a Grã-Cruz da Antiga e Muito Nobre Ordem Militar da Torre e Espada, do Valor, Lealdade e Mérito. Em 1927 foi nomeado presidente da Junta Autónoma de Estradas, sendo a primeira personalidade a exercer o cargo. A 11 de Julho de 1929 foi agraciado com a Grã-Cruz da Ordem Civil do Mérito Agrícola e Industrial Classe Industrial e a 27 de Outubro de 1934 foi feito Grande-Oficial da Antiga, Nobilíssima e Esclarecida Ordem Militar de Sant'Iago da Espada, do Mérito Científico, Literário e Artístico.